# Ricardo Villarraga
Ricardo Villarraga (Bogotá, Colombia; 23 de abril de 1990) es un futbolista colombiano que se desempeña como Lateral izquierdo.

## Clubes
| Club                   | País       | Año         |
| ---------------------- | ---------- | ----------- |
| Independiente Santa Fe | Colombia   | 2008 - 2012 |
| Benfica                | Portugal   | 2012        |
| América de Cali        | Colombia   | 2013        |
| Independiente Santa Fe | Colombia   | 2013 - 2015 |
| Deportivo Pasto        | Colombia   | 2016        |
| Atlético Huila         | Colombia   | 2017        |
| Senica                 | Eslovaquia | 2018        |

## Palmarés

### Campeonatos nacionales
| Título                | Club     | País     | Año  |
| --------------------- | -------- | -------- | ---- |
| Copa Colombia         | Santa Fe | Colombia | 2009 |
| Torneo Finalización   | Santa Fe | Colombia | 2014 |
| Superliga de Colombia | Santa Fe | Colombia | 2015 |

### Copas internacionales
| Título            | Club     | País     | Año  |
| ----------------- | -------- | -------- | ---- |
| Copa Sudamericana | Santa Fe | Colombia | 2015 |